# Khlong Toei
Khlong Toei (in thailandese: คลองเตย) è uno dei 50 distretti (khet) della città di Bangkok, in Thailandia.